# Ольгера
Ольгера (ісп. Holguera) — муніципалітет в Іспанії, у складі автономної спільноти Естремадура, у провінції Касерес. Населення — 765 осіб (2010).
Муніципалітет розташований на відстані близько 230 км на захід від Мадрида, 45 км на північ від Касереса.

## Демографія
Динаміка населення (INE ):